# ليزا نيجري
ليزا نيجري (بالبرتغالية: Lisa Negri‏) هي ممثلة برازيلية، ولدت في 11 يوليو 1941 في ساو باولو في البرازيل، وتوفي بنفس المكان في 19 ديسمبر 2014.

## وصلات خارجية
- ليزا نيجري على موقع IMDb (الإنجليزية)
- ليزا نيجري على موقع قاعدة بيانات الفيلم (الإنجليزية)